# Persone di nome Marcello
| Questa pagina contiene informazioni ricavate automaticamente dalle voci biografiche con l'ausilio del template Bio e di un bot. L'aggiornamento è periodico e automatico e ricostruisce completamente la pagina. Se manca una persona in questa lista, sei pregato di non aggiungerla, ma accertati piuttosto che la sua voce biografica contenga il template Bio e che i dati anagrafici siano correttamente compilati. Se il template Bio manca, inseriscilo tu stesso o, in alternativa, metti l'avviso {{tmp\|Bio}} che ne segnala la mancanza. Se i dati riportati sono sbagliati, correggi direttamente la voce biografica; le modifiche saranno visibili in questa lista entro pochi giorni. Per chiarimenti vedi il progetto antroponimi. La lista contiene solo le 363 persone che sono citate nell'enciclopedia e per le quali è stato implementato correttamente il template Bio. Pagina aggiornata al 22 lug 2025. |

Questa è una lista di persone presenti nell'enciclopedia che hanno il nome Marcello, suddivise per attività principale.

## Abati(1)
- Marcello l'Acemeta, abate e santo bizantino (Apamea - Costantinopoli, † 485)

## Allenatori di calcio(10)
- Marcello Campolonghi, allenatore di calcio e ex calciatore italiano (Piacenza, n. 1975)
- Marcello Cottafava, allenatore di calcio e ex calciatore italiano (Genova, n. 1977)
- Marcello Grassi, allenatore di calcio e ex calciatore italiano (Carrara, n. 1948)
- Marcello Mihalich, allenatore di calcio e calciatore italiano (Fiume, n. 1907 - Torino, † 1996)
- Marcello Montanari, allenatore di calcio e ex calciatore italiano (Portoferraio, n. 1965)
- Marcello Neri, allenatore di calcio e calciatore italiano (Falconara Marittima, n. 1938 - Falconara Marittima, † 2009)
- Marcello Pellarin, allenatore di calcio e calciatore italiano (Trieste, n. 1910 - Segrate, † 1980)
- Marcello Polesel, allenatore di calcio e calciatore italiano (Pordenone, n. 1910 - Pordenone, † 1986)
- Marcello Tentorio, allenatore di calcio e ex calciatore italiano (Como, n. 1943)
- Marcello Vecchiet, allenatore di calcio italiano

## Allenatori di pallacanestro(1)
- Marcello Perazzetti, allenatore di pallacanestro italiano (Città Sant'Angelo, n. 1950)

## Allenatori di pallavolo(1)
- Marcello Abbondanza, allenatore di pallavolo italiano (Cesena, n. 1970)

## Altisti(1)
- Marcello Benvenuti, ex altista italiano (Ferrara, n. 1964)

## Ammiragli(2)
- Marcello Amero d'Aste Stella, ammiraglio e politico italiano (Albenga, n. 1853 - Roma, † 1931)
- Marcello De Donno, ammiraglio italiano (Lecce, n. 1941)

## Antiquari(1)
- Marcello Severoli, antiquario e religioso italiano (Faenza, n. 1644 - Roma, † 1707)

## Arbitri di calcio(1)
- Marcello Nicchi, ex arbitro di calcio italiano (Gambassi Terme, n. 1953)

## Architetti(4)
- Marcello D'Olivo, architetto, urbanista e pittore italiano (Udine, n. 1921 - Udine, † 1991)
- Marcello Morandini, architetto, scultore e designer italiano (Mantova, n. 1940)
- Marcello Piacentini, architetto e urbanista italiano (Roma, n. 1881 - Roma, † 1960)
- Marcello Ziliani, architetto, designer e blogger italiano (Brescia, n. 1963)

## Arcivescovi cattolici(6)
- Marcello Acquaviva, arcivescovo cattolico italiano (Napoli, n. 1531 - Sant'Omero, † 1617)
- Marcello Bartolucci, arcivescovo cattolico italiano (Bastia Umbra, n. 1944)
- Marcello Costalunga, arcivescovo cattolico italiano (Roma, n. 1925 - Roma, † 2010)
- Marcello Papiniano Cusani, arcivescovo cattolico italiano (Frasso Telesino, n. 1690 - Napoli, † 1766)
- Marcello di Strigonio, arcivescovo cattolico ungherese
- Marcello Zago, arcivescovo cattolico e religioso italiano (Villorba, n. 1932 - Roma, † 2001)

## Armatori(1)
- Marcello Barbaro, armatore italiano (Palermo, n. 1829 - Palermo, † 1897)

## Artisti(2)
- Marcello Jori, artista italiano (Merano, n. 1951)
- Marcello Pirro, artista e poeta italiano (Apricena, n. 1940 - † 2008)

## Artisti marziali(1)
- Marcello Sidoti, artista marziale italiano

## Attivisti(1)
- Marcello Baraghini, attivista e editore italiano (Civitella di Romagna, n. 1943)

## Attori(21)
- Marcello Bonini Olas, attore italiano (Rimini, n. 1917 - Roma, † 2007)
- Marcello Fonte, attore italiano (Melito di Porto Salvo, n. 1978)
- Marcello Giorda, attore italiano (Roma, n. 1890 - Roma, † 1960)
- Marcello Maietta, attore, cantautore e regista italiano (Forlì, n. 1988)
- Marcello Mandò, attore e doppiatore italiano (Roma, n. 1933 - Roma, † 2002)
- Marcello Martana, attore e cabarettista italiano (Roma, n. 1923 - Roma, † 1992)
- Marcello Marziali, attore italiano (Livorno, n. 1939 - Livorno, † 2023)
- Marcello Mastroianni, attore italiano (Fontana Liri, n. 1924 - Parigi, † 1996)
- Marcello Mazzarella, attore, regista e sceneggiatore italiano (Erice, n. 1963)
- Marcello Monti, attore e regista italiano (Motta d'Affermo)
- Marcello Moretti, attore italiano (Venezia, n. 1910 - Roma, † 1961)
- Marcello Nencioni, attore, giornalista e conduttore radiofonico italiano (Genova, n. 1928 - Treviso, † 2005)
- Marcello Novaes, attore brasiliano (Rio de Janeiro, n. 1962)
- Marcello Perracchio, attore italiano (Modica, n. 1938 - Ragusa, † 2017)
- Marcello Prando, attore, doppiatore e direttore del doppiaggio italiano (Roma, n. 1931 - Roma, † 2005)
- Marcello Romolo, attore italiano (Napoli, n. 1958)
- Marcello Spada, attore italiano (Roma, n. 1905 - Roma, † 1995)
- Max Turilli, attore e doppiatore italiano (Roma, n. 1928 - Roma, † 2006)
- Marcello Tusco, attore e doppiatore italiano (Fano, n. 1930 - Milano, † 2001)
- Marcello Verziera, attore, pugile e stuntman italiano (Roma, n. 1935 - Roma, † 2018)
- Marcello Antony, attore brasiliano (Niterói, n. 1965)

## Avvocati(2)
- Marcello Lazzati, avvocato e politico italiano (Legnano, n. 1948)
- Marcello Torre, avvocato e politico italiano (Pagani, n. 1932 - Pagani, † 1980)

## Banchieri(1)
- Marcello Sacchetti, banchiere, mercante e mecenate italiano (Roma, n. 1586 - Napoli, † 1629)

## Baritoni(1)
- Marcello Rossi, baritono italiano (Pisa, n. 1913 - Pisa, † 1998)

## Calciatori(19)
- Marcello Agnoletto, ex calciatore italiano (Montebelluna, n. 1932)
- Marcello Albino, ex calciatore italiano (Torino, n. 1971)
- Marcello Bonaccorsi, calciatore italiano (Livorno, n. 1919 - Livorno, † 2007)
- Marcello Castoldi, calciatore italiano (Milano, n. 1925)
- Marcello Diomedi, calciatore italiano (Calangianus, n. 1942 - Jesi, † 2021)
- Marcello Falzerano, calciatore italiano (Pagani, n. 1991)
- Marcello Farrabi, ex calciatore italiano (Varese, n. 1949)
- Marcello Filippi, ex calciatore italiano (Vicenza, n. 1926)
- Marcello Gamberini, ex calciatore italiano (Cesena, n. 1961)
- Marcello Gazzola, ex calciatore italiano (Borgo Val di Taro, n. 1985)
- Marcello Giglio, ex calciatore italiano (Verona, n. 1961)
- Marcello Lippi, ex calciatore e allenatore di calcio italiano (Viareggio, n. 1948)
- Marcello Marchi, calciatore italiano (Bologna, n. 1955 - Porretta Terme, † 2020)
- Marcello Mularoni, calciatore sammarinese (Città di San Marino, n. 1998)
- Marcello Personeni, calciatore italiano (Clusone, n. 1931 - Clusone, † 1961)
- Marcello Svorenich, ex calciatore italiano (Trieste, n. 1928)
- Marcello Taccola, calciatore italiano (Uliveto Terme, n. 1921)
- Marcello Trevisan, calciatore italiano (Montecchio Maggiore, n. 1942 - Montecchio Maggiore, † 2020)
- Marcello Trotta, calciatore italiano (Santa Maria Capua Vetere, n. 1992)

## Canottieri(1)
- Marcello Miani, canottiere italiano (Faenza, n. 1984)

## Cantanti(1)
- Marcello Cirillo, cantante, conduttore televisivo e attore teatrale italiano (Caulonia, n. 1958)

## Cantautori(3)
- Marcello Colasurdo, cantautore e attore italiano (Campobasso, n. 1955 - Napoli, † 2023)
- Marcello Marrocchi, cantautore e compositore italiano (Veroli, n. 1941)
- Marcello Pieri, cantautore italiano (Cesena, n. 1965)

## Cardinali(9)
- Marcello d'Aste, cardinale e arcivescovo cattolico italiano (Aversa, n. 1657 - Bologna, † 1709)
- Marcello Crescenzi, cardinale e arcivescovo cattolico italiano (Roma, n. 1694 - Ferrara, † 1768)
- Marcello Crescenzi, cardinale e vescovo cattolico italiano (Roma - Verona, † 1552)
- Marcello Durazzo, cardinale e arcivescovo cattolico italiano (Genova, n. 1633 - Faenza, † 1710)
- Marcello Lante, cardinale e vescovo cattolico italiano (Roma, n. 1561 - Roma, † 1652)
- Marcello Mimmi, cardinale e arcivescovo cattolico italiano (Castel San Pietro Terme, n. 1882 - Roma, † 1961)
- Marcello Passari, cardinale e arcivescovo cattolico italiano (Ariano, n. 1678 - Roma, † 1741)
- Marcello Santacroce, cardinale e vescovo cattolico italiano (Roma, n. 1619 - Roma, † 1674)
- Marcello Semeraro, cardinale e arcivescovo cattolico italiano (Monteroni di Lecce, n. 1947)

## Cestisti(2)
- Marcello De Nardus, cestista italiano (Venezia, n. 1922 - Padova, † 2011)
- Marcello Motto, cestista italiano (Casale Monferrato, n. 1936 - † 2024)

## Chimici(1)
- Marcello Carapezza, chimico, geologo e vulcanologo italiano (Petralia Sottana, n. 1928 - Palermo, † 1987)

## Chirurghi(1)
- Marcello Petacci, chirurgo italiano (Roma, n. 1910 - Dongo, † 1945)

## Chitarristi(2)
- Marcello Capra, chitarrista e compositore italiano (Torino, n. 1953)
- Marcello Todaro, chitarrista italiano (Roma, n. 1946)

## Ciclisti su strada(8)
- Marcello Bartalini, ex ciclista su strada italiano (Empoli, n. 1962)
- Marcello Bergamo, ex ciclista su strada italiano (Ponte di Piave, n. 1946)
- Marcello Mugnaini, ex ciclista su strada italiano (Montemignaio, n. 1940)
- Marcello Neri, ciclista su strada italiano (Fauglia, n. 1902 - Fiorenzuola, † 1993)
- Marcello Osler, ciclista su strada italiano (Pergine Valsugana, n. 1945 - Pergine Valsugana, † 2023)
- Marcello Pellegrini, ciclista su strada italiano (Scandicci, n. 1929 - † 2008)
- Marcello Siboni, ex ciclista su strada italiano (Cesena, n. 1965)
- Marcello Spadolini, ciclista su strada italiano (Roma, n. 1915 - Roma, † 2009)

## Comici(2)
- Maccio Capatonda, comico, attore e sceneggiatore italiano (Vasto, n. 1978)
- Marcello Cesena, comico, attore e regista italiano (Genova, n. 1956)

## Compositori(4)
- Marcello Bernardini, compositore e librettista italiano (forse Capua)
- Marcello Boasso, compositore e pianista italiano (Torino, n. 1902 - El Palomar, † 1960)
- Marcello Giombini, compositore e organista italiano (Roma, n. 1928 - Assisi, † 2003)
- Marcello Perrino, compositore, storico e librettista italiano (Napoli)

## Conduttori televisivi(1)
- Marcello Martini, conduttore televisivo italiano (Milano, n. 1977)

## Contrabbassisti(1)
- Marcello Melis, contrabbassista e compositore italiano (Cagliari, n. 1939 - Parigi, † 1994)

## Costumisti(1)
- Marcello Caracciolo, costumista italiano (Lucera, n. 1896 - Roma, † 1965)

## Critici cinematografici(1)
- Marcello Garofalo, critico cinematografico, regista e saggista italiano (Napoli, n. 1958)

## Critici d'arte(1)
- Marcello Venturoli, critico d'arte, giornalista e saggista italiano (Roma, n. 1915 - Roma, † 2002)

## Critici letterari(3)
- Marcello Camilucci, critico letterario e scrittore italiano (Padova, n. 1910 - Roma, † 2000)
- Marcello Pagnini, critico letterario e anglista italiano (Pistoia, n. 1921 - Pistoia, † 2010)
- Marcello Teodonio, critico letterario italiano (Roma, n. 1949)

## Cuochi(1)
- Marcello Ferrarini, cuoco e personaggio televisivo italiano (Modena, n. 1973)

## Designer(3)
- Marcello Gandini, designer italiano (Torino, n. 1938 - Rivoli, † 2024)
- Marcello Minale, designer italiano (Tripoli, n. 1938 - Montauroux, † 2000)
- Marcello Nizzoli, designer e pubblicitario italiano (Boretto, n. 1887 - Camogli, † 1969)

## Diplomatici(2)
- Marcello Cerruti, diplomatico e politico italiano (Genova, n. 1808 - Roma, † 1896)
- Marcello Spatafora, diplomatico italiano (Innsbruck, n. 1941)

## Direttori d'orchestra(5)
- Marcello Cortopassi, direttore d'orchestra, compositore e arrangiatore italiano (Borgo San Lorenzo, n. 1900 - San Paolo, † 1975)
- Marcello De Martino, direttore d'orchestra, compositore e arrangiatore italiano (Roma, n. 1932 - Roma, † 1983)
- Marcello Panni, direttore d'orchestra e compositore italiano (Roma, n. 1940)
- Marcello Rota, direttore d'orchestra italiano (Nizza Monferrato, n. 1957)
- Marcello Viotti, direttore d'orchestra svizzero (Gressy, n. 1954 - Monaco di Baviera, † 2005)

## Direttori della fotografia(2)
- Marcello Gatti, direttore della fotografia italiano (Roma, n. 1924 - Roma, † 2013)
- Marcello Masciocchi, direttore della fotografia italiano

## Dirigenti d'azienda(1)
- Marcello Rodinò, dirigente d'azienda italiano (Napoli, n. 1906 - † 1994)

## Dirigenti sportivi(6)
- Marcello Castellini, dirigente sportivo e ex calciatore italiano (Perugia, n. 1973)
- Marcello Consiglio, dirigente sportivo e calciatore italiano (Roma, n. 1894 - Tempio Pausania, † 1932)
- Marcello Giustiniani, dirigente sportivo italiano (Ancona, n. 1901 - Brescia, † 1977)
- Marcello Marrocco, dirigente sportivo e ex calciatore italiano (Bülach, n. 1969)
- Marcello Melani, dirigente sportivo italiano (Pistoia, n. 1920 - Pescia, † 2002)
- Marcello Varallo, dirigente sportivo e ex sciatore alpino italiano (Milano, n. 1947)

## Dogi(2)
- Marcello Durazzo, doge (Genova, n. 1710 - Genova, † 1791)
- Marcello Tegalliano, doge († 726)

## Doppiatori(1)
- Marcello Cortese, doppiatore e direttore del doppiaggio italiano (Torino, n. 1961)

## Economisti(2)
- Marcello De Cecco, economista italiano (Roma, n. 1939 - Roma, † 2016)
- Marcello Messori, economista italiano (Biella, n. 1950)

## Entomologi(1)
- Marcello La Greca, entomologo italiano (Il Cairo, n. 1914 - Catania, † 2001)

## Etnomusicologi(1)
- Marcello Sorce Keller, etnomusicologo, musicologo e musicista italiano (Milano, n. 1947)

## Filologi(2)
- Marcello Adriani il Giovane, filologo e letterato italiano (Firenze, n. 1562 - Firenze, † 1604)
- Marcello Gigante, filologo classico, bizantinista e papirologo italiano (Buccino, n. 1923 - Napoli, † 2001)

## Filosofi(1)
- Marcello Frixione, filosofo e logico italiano (Genova, n. 1960)

## Fisici(5)
- Marcello Ceccarelli, fisico e astronomo italiano (Perugia, n. 1927 - Bazzano, † 1984)
- Marcello Cini, fisico e ambientalista italiano (Firenze, n. 1923 - Roma, † 2012)
- Marcello Conversi, fisico e informatico italiano (Tivoli, n. 1917 - Roma, † 1988)
- Marcello Cresti, fisico italiano (Grosseto, n. 1928 - Padova, † 2020)
- Marcello Fontanesi, fisico italiano (Roma, n. 1939)

## Fondisti(1)
- Marcello De Dorigo, fondista italiano (Rocca Pietore, n. 1937 - Belluno, † 2024)

## Fotografi(3)
- Marcello Geppetti, fotografo italiano (Rieti, n. 1933 - Roma, † 1998)
- Marcello Norberth, fotografo italiano (San Ginesio, n. 1937 - Roma, † 2024)
- Marcello Mencarini, fotografo e giornalista italiano (Monterotondo, n. 1952)

## Fumettisti(2)
- Marcello Albano, fumettista italiano (Bologna, n. 1961 - Bologna, † 2017)
- Marcello Toninelli, fumettista italiano (Siena, n. 1950)

## Funzionari(3)
- Marcello Alberini, funzionario (Roma, n. 1511 - Roma, † 1580)
- Marcello Bofondi, prefetto e politico italiano (San Mauro di Romagna, n. 1896 - Roma, † 1966)
- Marcello, prefetto romano

## Generali(5)
- Marcello Bellacicco, generale italiano (Savona, n. 1959)
- Marcello Caltabiano, generale italiano (Fossano, n. 1936)
- Marcello Gianotti, generale e politico italiano (Torino, n. 1799 - Moncalieri, † 1868)
- Marcello, generale romano
- Marcello, generale e nobile bizantino

## Giocatori di biliardo(1)
- Marcello Lotti, giocatore di biliardo italiano (Firenze, n. 1929 - Firenze, † 2008)

## Giocatori di curling(1)
- Marcello Pachner, giocatore di curling italiano (Pieve di Cadore, n. 1981)

## Giocatori di football americano(1)
- Marcello Loprencipe, ex giocatore di football americano e scrittore italiano (Roma, n. 1958)

## Giornalisti(14)
- Marcello Argilli, giornalista e scrittore italiano (Roma, n. 1926 - † 2014)
- Marcello Foa, giornalista, dirigente d'azienda e scrittore italiano (Milano, n. 1963)
- Marcello Giannini, giornalista, scrittore e commediografo italiano (Firenze, n. 1927 - Firenze, † 2014)
- Marcello Inghilesi, giornalista, scrittore e dirigente d'azienda italiano (Arezzo, n. 1940)
- Marcello Lucini, giornalista e scrittore italiano (Spoleto, n. 1920 - Roma, † 1974)
- Marcello Manni, giornalista, compositore e militare italiano (Firenze, n. 1899 - Roma, † 1955)
- Marcello Masi, giornalista e autore televisivo italiano (Roma, n. 1959)
- Marcello Morace, giornalista italiano (Crotone, n. 1935 - Roma, † 1986)
- Marcello Palmisano, giornalista italiano (San Michele Salentino, n. 1940 - Mogadiscio, † 1995)
- Marcello Piazzano, giornalista e conduttore televisivo italiano (Novara, n. 1977)
- Marcello Sabbatini, giornalista italiano (Teramo, n. 1926 - Bologna, † 2008)
- Marcello Sorgi, giornalista e saggista italiano (Palermo, n. 1955)
- Marcello Staglieno, giornalista, scrittore e politico italiano (Genova, n. 1938 - Milano, † 2013)
- Marcello Veneziani, giornalista e scrittore italiano (Bisceglie, n. 1955)

## Giuristi(1)
- Marcello Clarich, giurista italiano (Casale Monferrato, n. 1957)

## Hockeisti su ghiaccio(1)
- Marcello Borghi, hockeista su ghiaccio italiano (Varese, n. 1993)

## Imprenditori(5)
- Marcello Alessio, imprenditore italiano (Stura di Montiglio, n. 1863 - Alassio, † 1938)
- Marcello Candia, imprenditore, missionario e filantropo italiano (Portici, n. 1916 - Milano, † 1983)
- Marcello Cestaro, imprenditore e dirigente sportivo italiano (Schio, n. 1938)
- Marcello Gavio, imprenditore italiano (Castelnuovo Scrivia, n. 1932 - Castelnuovo Scrivia, † 2009)
- Marcello Modiano, imprenditore e politico italiano (Salonicco, n. 1914 - Trieste, † 1993)

## Ingegneri(2)
- Marcello Canino, ingegnere e architetto italiano (Napoli, n. 1895 - Napoli, † 1970)
- Marcello Picone, ingegnere italiano (Napoli, n. 1929 - Napoli, † 2023)

## Insegnanti(1)
- Marcello D'Orta, insegnante e scrittore italiano (Napoli, n. 1953 - Napoli, † 2013)

## Inventori(1)
- Marcello Creti, inventore e sensitivo italiano (Roma, n. 1922 - Sutri, † 2000)

## Letterati(2)
- Marcello Filosseno, letterato e religioso italiano (Treviso, n. 1450 - Treviso, † 1520)
- Marcello Labor, letterato, scrittore e medico italiano (Trieste, n. 1890 - Trieste, † 1954)

## Linguisti(1)
- Marcello Durante, linguista e glottologo italiano (Roma, n. 1923 - Roma, † 1992)

## Lottatori(1)
- Marcello Nizzola, lottatore italiano (Genova, n. 1900 - Genova, † 1947)

## Maestri di scherma(1)
- Marcello Lodetti, maestro di scherma italiano (Milano, n. 1931 - Milano, † 2012)

## Mafiosi(2)
- Marcello Colafigli, mafioso italiano (Poggio Mirteto, n. 1953)
- Marcello D'Arrigo, mafioso italiano (Messina, n. 1962)

## Magistrati(2)
- Marcello Maddalena, ex magistrato italiano (Adria, n. 1941)
- Marcello Veneziale, magistrato e politico italiano (Napoli, n. 1941)

## Medici(5)
- Marcello Capra, medico e filosofo italiano (Nicosia, n. 1510)
- Marcello Malpighi, medico, anatomista e fisiologo italiano (Crevalcore, n. 1628 - Roma, † 1694)
- Marcello Minale, medico, funzionario e politico italiano (Napoli, n. 1876 - Cascia, † 1948)
- Marcello Piazza, medico italiano (Napoli, n. 1935 - Napoli, † 2022)
- Marcello Squarcialupi, medico italiano (Piombino, n. 1538 - † 1592)

## Mezzofondisti(1)
- Marcello Fiasconaro, ex mezzofondista, velocista e rugbista a 15 sudafricano (Città del Capo, n. 1949)

## Militari(11)
- Marcello Arlotta, militare italiano (Napoli, n. 1886 - Mare Adriatico, † 1918)
- Marcello Bonacchi, militare italiano (Toritto, n. 1919 - Cefalonia, † 1943)
- Marcello Casale de Bustis y Figoroa, militare italiano (Napoli, n. 1906 - Torrente Dennevà, † 1936)
- Marcello De Salvia, ufficiale e aviatore italiano (La Spezia, n. 1920 - Cielo d'Albania, † 1941)
- Marcello Garosi, militare e partigiano italiano (Firenze, n. 1919 - Forno, † 1944)
- Marcello Giuggioli, militare e aviatore italiano (Piombino, n. 1915 - Porto Rosas, † 1937)
- Marcello, militare romano († 366)
- Marcello Prestinari, militare italiano (Casalino, n. 1847 - Asiago, † 1916)
- Marcello Pucci Boncambi, militare e marinaio italiano (Perugia, n. 1904 - Mar Tirreno, † 1944)
- Marcello Pucci, militare italiano (Milano, n. 1906 - Metà, † 1937)
- Marcello Santasilia, militare italiano (Napoli, n. 1911 - Kalinowskij, † 1942)

## Missionari(1)
- Marcello Mastrilli, missionario italiano (Napoli, n. 1603 - Nagasaki, † 1637)

## Musicisti(3)
- Marcello Appignani, musicista e compositore italiano (Roma, n. 1963)
- Marcello Milanese, musicista italiano (Alessandria, n. 1973)
- Marcello Surace, musicista e batterista italiano (Palmi, n. 1958)

## Naturalisti(1)
- Marcello Catalano, naturalista italiano (Milano, n. 1975)

## Neuroscienziati(1)
- Marcello Brunelli, neurofisiologo italiano (Ancona, n. 1939 - Pisa, † 2020)

## Nobili(2)
- Marcello Panissera di Veglio, nobile e politico italiano (Torino, n. 1830 - Roma, † 1886)
- Marcello Visconti di Modrone, nobile, politico e imprenditore italiano (Macherio, n. 1898 - Crans-sur-Sierre, † 1964)

## Numismatici(1)
- Marcello Gazzella, numismatico italiano (Gaeta)

## Nuotatori(2)
- Marcello Guarducci, ex nuotatore italiano (Trento, n. 1956)
- Marcello Guidi, nuotatore italiano (Cagliari, n. 1997)

## Organisti(1)
- Marcello Girotto, organista e compositore italiano (Cappella, n. 1947 - Dolo, † 2018)

## Pallanuotisti(1)
- Marcello Del Duca, ex pallanuotista italiano (Civitavecchia, n. 1950)

## Pallavolisti(2)
- Marcello Forni, pallavolista italiano (Modena, n. 1980)
- Marcello Mescoli, ex pallavolista e allenatore di pallavolo italiano (Modena, n. 1972)

## Papi(2)
- Papa Marcello I, papa, vescovo e santo (Roma, n. 255 - Roma, † 309)
- Papa Marcello II, papa, vescovo cattolico e cardinale italiano (Montefano, n. 1501 - Roma, † 1555)

## Partigiani(3)
- Marcello Martini, partigiano italiano (Prato, n. 1930 - Castellamonte, † 2019)
- Marcello Paglia, partigiano italiano (Genova, n. 1927 - Genova, † 1945)
- Marcello Tofani, partigiano italiano (Prato, n. 1923 - provincia di Bologna, † 1986)

## Pediatri(1)
- Marcello Bernardi, pediatra, pedagogista e saggista italiano (Rovereto, n. 1922 - Milano, † 2001)

## Pianisti(1)
- Marcello Abbado, pianista, compositore e docente italiano (Milano, n. 1926 - Stresa, † 2020)

## Pionieri dell'aviazione(1)
- Marcello Serrazanetti, pioniere dell'aviazione, militare e politico italiano (Sant'Agata Bolognese, n. 1888 - Wolisso, † 1941)

## Pittori(14)
- Marcello Bacciarelli, pittore italiano (Roma, n. 1731 - Varsavia, † 1818)
- Marcello Baschenis, pittore italiano (Genova, n. 1829 - Genova, † 1888)
- Marcello Boglione, pittore e incisore italiano (Pescara, n. 1891 - Torino, † 1957)
- Marcello Coffermans, pittore fiammingo
- Marcello Fogolino, pittore italiano (Vicenza)
- Marcello Landi, pittore e poeta italiano (Cecina, n. 1916 - Roma, † 1993)
- Marcello Leopardi, pittore italiano (Potenza Picena, n. 1753 - Perugia, † 1795)
- Marcello Lo Giudice, pittore italiano (Taormina, n. 1955)
- Marcello Basilio Mallarini, pittore e scultore italiano (Osiglia, n. 1846 - Cento, † 1902)
- Marcello Mariani, pittore e scultore italiano (L'Aquila, n. 1938 - L'Aquila, † 2017)
- Marcello Muccini, pittore italiano (Roma, n. 1926 - Roma, † 1978)
- Marcello Savini, pittore italiano (Ortezzano, n. 1928 - Milano, † 1995)
- Marcello Vandelli, pittore italiano (San Felice sul Panaro, n. 1958)
- Marcello Venusti, pittore italiano (Mazzo di Valtellina, n. 1510 - Roma, † 1579)

## Poeti(4)
- Marcello Firpo, poeta e scrittore francese (Mentone, n. 1876 - Varages, † 1973)
- Marcello Giovanetti, poeta, scrittore e avvocato italiano (Ascoli Piceno, n. 1598 - Roma, † 1631)
- Marcello Macedonio, poeta e religioso italiano (Napoli, n. 1582 - Roma, † 1619)
- Marcello Palingenio Stellato, poeta e umanista italiano (Cesena)

## Politici(29)
- Marcello Barberio, politico e scrittore italiano (Simeri Crichi, n. 1944)
- Marcello Basso, politico italiano (San Stino di Livenza, n. 1952)
- Marcello Bucci, politico italiano (Pistoia, n. 1952 - Pistoia, † 2015)
- Marcello Coppo, politico italiano (Asti, n. 1978)
- Marcello Costamezzana, politico italiano (Parma, n. 1812 - Parma, † 1874)
- Marcello Crivellini, politico italiano (Senigallia, n. 1945)
- Marcello De Angelis, politico e giornalista italiano (Roma, n. 1960)
- Marcello De Mari, politico italiano (Genova, n. 1837 - Genova, † 1913)
- Marcello Di Caterina, politico italiano (Napoli, n. 1968)
- Marcello Di Puccio, politico italiano (Pisa, n. 1919 - † 2003)
- Marcello Ferrari, politico italiano (Bolzano, n. 1935)
- Marcello Furriolo, politico italiano (Catanzaro, n. 1944)
- Marcello Gemmato, politico italiano (Bari, n. 1972)
- Marcello Grabau, politico italiano (Firenze, n. 1875)
- Marcello Gualdani, politico italiano (Palermo, n. 1960)
- Marcello, politico bizantino
- Marcello Meroi, politico italiano (Porto Azzurro, n. 1958)
- Marcello Mochi Onori, politico italiano (Perugia, n. 1946 - Pesaro, † 2017)
- Marcello Olivi, politico italiano (Genova, n. 1923 - Padova, † 2012)
- Marcello Pacini, politico italiano (Portoferraio, n. 1936)
- Marcello Pera, politico e filosofo italiano (Lucca, n. 1943)
- Marcello Sgarlata, politico italiano (Siracusa, n. 1927 - Roma, † 2004)
- Marcello Soleri, politico italiano (Cuneo, n. 1882 - Torino, † 1945)
- Marcello Spaccini, politico italiano (Roma, n. 1911 - Trieste, † 1996)
- Marcello Stefanini, politico italiano (Comunanza, n. 1938 - Pesaro, † 1994)
- Marcello Taglialatela, politico italiano (Napoli, n. 1955)
- Marcello Vernola, politico italiano (Bari, n. 1961)
- Marcello Zanfagna, politico italiano (Napoli, n. 1922 - Capri, † 1984)
- Marcello Caetano, politico portoghese (Lisbona, n. 1906 - Rio de Janeiro, † 1980)

## Poliziotti(2)
- Marcello Cardona, poliziotto, prefetto e ex arbitro di calcio italiano (Reggio Calabria, n. 1956)
- Marcello Guida, poliziotto italiano (Napoli, n. 1913 - Trieste, † 1990)

## Presbiteri(3)
- Tullio Maruzzo, presbitero italiano (Arcugnano, n. 1929 - Los Amates, † 1981)
- Marcello Paradiso, presbitero e teologo italiano (Colletorto, n. 1953)
- Marcello Signoretti, presbitero e missionario italiano (Candelara, n. 1942)

## Psicologi(1)
- Marcello Cesa-Bianchi, psicologo e saggista italiano (Milano, n. 1926 - Milano, † 2018)

## Pubblicitari(1)
- Marcello Dudovich, pubblicitario, pittore e illustratore italiano (Trieste, n. 1878 - Milano, † 1962)

## Rapper(1)
- MV Killa, rapper italiano (Napoli, n. 1995)

## Registi(7)
- Marcello Albani, regista e sceneggiatore italiano (New York, n. 1905 - San Paolo, † 1980)
- Marcello Aliprandi, regista italiano (Roma, n. 1934 - Roma, † 1997)
- Marcello Andrei, regista e sceneggiatore italiano (Roma, n. 1922)
- Marcello Avallone, regista e sceneggiatore italiano (Roma, n. 1938)
- Marcello Baldi, regista e sceneggiatore italiano (Telve, n. 1923 - Roma, † 2008)
- Marcello De Stefano, regista e pittore italiano (Benevento, n. 1929 - Udine, † 2023)
- Marcello Fondato, regista, sceneggiatore e direttore artistico italiano (Roma, n. 1924 - San Felice Circeo, † 2008)

## Rugbisti a 15(3)
- Marcello Cuttitta, ex rugbista a 15 e allenatore di rugby a 15 italiano (Latina, n. 1966)
- Marcello Martone, rugbista a 15 italiano (Napoli, n. 1924 - † 2023)
- Marcello Violi, ex rugbista a 15 e allenatore di rugby a 15 italiano (Parma, n. 1993)

## Saggisti(3)
- Marcello Rossi, saggista, autore televisivo e direttore artistico italiano (Roma, n. 1972)
- Marcello Serra, saggista, poeta e giornalista italiano (Lanusei, n. 1913 - Cagliari, † 1991)
- Marcello Vigli, saggista, partigiano e insegnante italiano (Roma, n. 1928 - Roma, † 2024)

## Saltatori con gli sci(1)
- Marcello Bazzana, saltatore con gli sci italiano (Temù, n. 1953 - Edolo, † 2011)

## Sceneggiatori(2)
- Marcello Ciorciolini, sceneggiatore, regista e autore televisivo italiano (Roma, n. 1922 - Roma, † 2011)
- Marcello Pagliero, sceneggiatore, regista e attore italiano (Londra, n. 1907 - Parigi, † 1980)

## Schermidori(1)
- Marcello Bertinetti, schermidore e arbitro di calcio italiano (Vercelli, n. 1885 - Vercelli, † 1967)

## Scrittori(12)
- Marcello Barlocco, scrittore e poeta italiano (Genova, n. 1910 - Genova, † 1969)
- Marcello Casco, scrittore, attore e regista italiano (Alessandria d'Egitto, n. 1936 - Roma, † 1999)
- Marcello Empirico, scrittore e medico romano
- Marcello Fois, scrittore, commediografo e sceneggiatore italiano (Nuoro, n. 1960)
- Marcello Fraulini, scrittore italiano (Aviano, n. 1905 - Trieste, † 1985)
- Marcello Gallian, scrittore, giornalista e drammaturgo italiano (Roma, n. 1902 - Roma, † 1968)
- Marcello Introna, scrittore italiano (Bari, n. 1977)
- Marcello Marchesi, scrittore, sceneggiatore e regista italiano (Milano, n. 1912 - Cabras, † 1978)
- Marcello Morante, scrittore, giornalista e politico italiano (Roma, n. 1916 - Grosseto, † 2005)
- Marcello Morelli, scrittore e presbitero italiano (Matera, n. 1886 - Matera, † 1972)
- Marcello Simoni, scrittore italiano (Comacchio, n. 1975)
- Marcello Venturi, scrittore e giornalista italiano (Seravezza, n. 1925 - Molare, † 2008)

## Scultori(5)
- Marcello Guasti, scultore e incisore italiano (Firenze, n. 1924 - Bagno a Ripoli, † 2019)
- Marcello Mascherini, scultore e scenografo italiano (Udine, n. 1906 - Padova, † 1983)
- Marcello Minotto, scultore, orafo e disegnatore italiano (Venezia, n. 1906 - Milano, † 1998)
- Marcello Sparzo, scultore italiano (Urbino - Urbino, † 1616)
- Marcello Tommasi, scultore e pittore italiano (Pietrasanta, n. 1928 - Lido di Camaiore, † 2008)

## Sociologi(1)
- Marcello Truzzi, sociologo statunitense (Copenaghen, n. 1935 - † 2003)

## Speleologi(1)
- Marcello Polastri, speleologo e saggista italiano (Cagliari, n. 1978)

## Statistici(1)
- Marcello Boldrini, statistico, politico e dirigente pubblico italiano (Matelica, n. 1890 - Milano, † 1969)

## Storici(3)
- Marcello Flores, storico italiano (Padova, n. 1945)
- Marcello Pezzetti, storico italiano (Lodi, n. 1953)
- Marcello Staglieno, storico italiano (Genova, n. 1829 - Genova, † 1909)

## Storici dell'arte(1)
- Marcello Fagiolo, storico dell'arte e storico dell'architettura italiano (Roma, n. 1941)

## Storici della filosofia(1)
- Marcello Mustè, storico della filosofia e filosofo italiano (Roma, n. 1959)

## Storici delle religioni(2)
- Marcello Craveri, storico delle religioni e biblista italiano (Torino, n. 1914 - Torino, † 2002)
- Marcello Massenzio, storico delle religioni italiano (Motta Montecorvino, n. 1942)

## Tennisti(1)
- Marcello Del Bello, tennista italiano (Roma, n. 1921 - Pioltello, † 1988)

## Tenori(3)
- Marcello Giordani, tenore italiano (Augusta, n. 1963 - Augusta, † 2019)
- Marcello Govoni, tenore, baritono e regista italiano (Bologna, n. 1885 - Roma, † 1944)
- Marcello Nardis, tenore e pianista italiano (Roma, n. 1979)

## Umanisti(1)
- Marcello Adriani, umanista e politico italiano (Firenze, n. 1464 - Firenze, † 1521)

## Urbanisti(1)
- Marcello Vittorini, urbanista e ingegnere italiano (L'Aquila, n. 1927 - Roma, † 2011)

## Velocisti(1)
- Marcello Pantone, ex velocista italiano (n. 1965)

## Vescovi(2)
- Marcello di Ancira, vescovo e scrittore greco antico
- Marcello di Parigi, vescovo francese (Parigi - Parigi, † 430)

## Vescovi cattolici(7)
- Marcello Cervini, vescovo cattolico italiano (Montepulciano - Vivo d'Orcia, † 1663)
- Marcello Crescenzi, vescovo cattolico italiano (Roma, † 1630)
- Marcello Filonardi, vescovo cattolico italiano (Bauco, n. 1608 - Pontecorvo, † 1689)
- Marcello Mazzanti, vescovo cattolico italiano (Altopascio, n. 1831 - Pistoia, † 1908)
- Marcello Morgante, vescovo cattolico italiano (Carpineto Sinello, n. 1915 - Ascoli Piceno, † 2007)
- Marcello Rosina, vescovo cattolico italiano (Vescovana, n. 1913 - Adria, † 2001)
- Marcello Sacchi, vescovo cattolico italiano (Motta Santa Lucia, n. 1683 - San Marco Argentano, † 1746)

## Senza attività specificata(3)
- Marcello Dell'Utri, ex politico e dirigente d'azienda italiano (Palermo, n. 1941)
- Marcello Ferrada de Noli, epidemiologo, psichiatra e attivista svedese (Copiapo, n. 1943)
- Marcello Tittarelli, ex tiratore a volo italiano (Sassoferrato, n. 1962)